# اريك كويل
اريك كويل (بالإنجليزية: Eric Coyle)‏ هو لاعب كرة قدم أمريكية أمريكي، ولد في 26 أكتوبر 1963 في لونغمونت في الولايات المتحدة.

## وصلات خارجية
- اريك كويل على موقع مرجع كرة القدم المحترفة.كوم (الإنجليزية)